# 李恩业
李恩业，湖南人，中华人民共和国政治人物。
担任工程师、本溪煤铁公司生产处副处长、本溪市人民政府委员。1954年，当选第一届全国人民代表大会代表。